# Nati nel 1925/Dicembre
| Questa pagina contiene informazioni ricavate automaticamente dalle voci biografiche con l'ausilio del template Bio e di un bot. L'aggiornamento è periodico e automatico e ricostruisce completamente la pagina. Se manca una persona in questa lista, sei pregato di non aggiungerla, ma accertati piuttosto che la sua voce biografica contenga il template Bio e che i dati anagrafici siano correttamente compilati. Se il template Bio manca, inseriscilo tu stesso o, in alternativa, metti l'avviso {{tmp\|Bio}} che ne segnala la mancanza. Se i dati riportati sono sbagliati, correggi direttamente la voce biografica; le modifiche saranno visibili in questa lista entro pochi giorni. Per chiarimenti vedi il progetto biografie. La lista contiene solo le 166 persone che sono citate nell'enciclopedia e per le quali è stato implementato correttamente il template Bio. Pagina aggiornata al 10 ago 2025. |

- 1º dicembre - Pinin Brambilla Barcilon, restauratrice italiana († 2020)
- 1º dicembre - Bruce Graham, architetto colombiano († 2010)
- 1º dicembre - Pasquale Maulini, politico e partigiano italiano († 1991)
- 1º dicembre - Martin Rodbell, biochimico statunitense († 1998)
- 1º dicembre - Giacomo Tamburino, medico italiano († 2022)
- 2 dicembre - Asfò Bussotti, maratoneta italiano († 1987)
- 2 dicembre - Philippe Béguerie, presbitero francese († 2017)
- 2 dicembre - Carla Del Poggio, attrice italiana († 2010)
- 2 dicembre - Julie Harris, attrice statunitense († 2013)
- 2 dicembre - Thorsten Lindqvist, pentatleta svedese († 2002)
- 2 dicembre - Franco Nobili, manager e imprenditore italiano († 2008)
- 3 dicembre - Wolfgang Wahl, attore tedesco († 2006)
- 4 dicembre - Albert Bandura, psicologo canadese († 2021)
- 4 dicembre - Manuel Doménech Pinto, calciatore e allenatore di calcio spagnolo († 2005)
- 4 dicembre - Lino Lacedelli, alpinista italiano († 2009)
- 4 dicembre - Fabrizio Mori, etnografo e archeologo italiano († 2010)
- 4 dicembre - Claudio Pontello, politico italiano († 2002)
- 4 dicembre - Bruno Siclari, magistrato italiano († 1999)
- 4 dicembre - Sauro Tomà, calciatore italiano († 2018)
- 5 dicembre - Carlos Bello, calciatore argentino († 2001)
- 5 dicembre - Bernardo Malacrida, regista italiano († 2003)
- 5 dicembre - Alastair McCorquodale, velocista e crickettista britannico († 2009)
- 5 dicembre - Henri Oreiller, sciatore alpino e pilota automobilistico francese († 1962)
- 5 dicembre - Ricardo Paseyro, scrittore, poeta e diplomatico uruguaiano († 2009)
- 5 dicembre - Anastasio Somoza Debayle, politico e militare nicaraguense († 1980)
- 5 dicembre - Miklós Szilvásy, lottatore ungherese († 1969)
- 6 dicembre - Yeso Amalfi, calciatore brasiliano († 2014)
- 6 dicembre - Maurilio Borello, operaio italiano († 2016)
- 6 dicembre - Shigeko Higashikuni, principessa giapponese († 1961)
- 6 dicembre - Geraldo Lapenda, linguista e filosofo brasiliano († 2004)
- 7 dicembre - Enrico Colombotto Rosso, pittore italiano († 2013)
- 7 dicembre - Fred Paine, cestista statunitense († 2004)
- 7 dicembre - Max Zaslofsky, cestista, allenatore di pallacanestro e dirigente sportivo statunitense († 1985)
- 7 dicembre - Hermano da Silva Ramos, ex pilota automobilistico brasiliano
- 8 dicembre - Don Marino Barreto Junior, cantautore e contrabbassista cubano († 1971)
- 8 dicembre - Carmen Martín Gaite, scrittrice, poetessa e traduttrice spagnola († 2000)
- 8 dicembre - Anne-Marie Colchen, altista e cestista francese († 2017)
- 8 dicembre - Sammy Davis Jr., cantante, ballerino e attore statunitense († 1990)
- 8 dicembre - Bruno De Marchi, arbitro di calcio italiano († 2007)
- 8 dicembre - Arnaldo Forlani, politico italiano († 2023)
- 8 dicembre - Nasir Kazmi, poeta pakistano († 1972)
- 8 dicembre - Benito Meroni, ex calciatore italiano
- 8 dicembre - Jimmy Smith, organista statunitense († 2005)
- 9 dicembre - Walter Chielli, sindacalista e politico italiano († 1997)
- 9 dicembre - Ernest Gellner, filosofo, antropologo e sociologo inglese († 1995)
- 9 dicembre - Karel Novák, calciatore e fotografo cecoslovacco († 2007)
- 9 dicembre - Roy Rubin, cestista e allenatore di pallacanestro statunitense († 2013)
- 9 dicembre - Radomir Šaper, cestista e dirigente sportivo jugoslavo († 1998)
- 9 dicembre - Dick Wehr, cestista e allenatore di pallacanestro statunitense († 2011)
- 10 dicembre - Luigi Bussetti, ex calciatore italiano
- 10 dicembre - Jean Byron, attrice statunitense († 2006)
- 10 dicembre - Manuel Garriga, calciatore francese († 2018)
- 10 dicembre - Carolyn Kizer, poetessa e traduttrice statunitense († 2014)
- 10 dicembre - Edoardo Mulargia, regista, direttore della fotografia e produttore cinematografico italiano († 2005)
- 10 dicembre - Remo Segnana, politico italiano († 2018)
- 11 dicembre - Daniel Filipe, poeta, giornalista e scrittore capoverdiano († 1964)
- 11 dicembre - Paul Greengard, neuroscienziato statunitense († 2019)
- 11 dicembre - Itzhak Schneor, calciatore israeliano († 2011)
- 12 dicembre - Mirella Antonione Casale, docente e dirigente pubblica italiana
- 12 dicembre - Anne V. Coates, montatrice britannica († 2018)
- 12 dicembre - William H. Hallahan, scrittore statunitense († 2018)
- 12 dicembre - Gordon Hessler, regista e produttore cinematografico britannico († 2014)
- 12 dicembre - Dodo Marmarosa, pianista statunitense († 2002)
- 12 dicembre - Poul Rasmussen, calciatore danese († 2000)
- 12 dicembre - Ahmad Shamlu, poeta persiano († 2000)
- 12 dicembre - Warren Tufts, fumettista statunitense († 1982)
- 13 dicembre - Luciano Caldari, pittore italiano († 2012)
- 13 dicembre - Alois Jonák, calciatore cecoslovacco († 1999)
- 13 dicembre - Dick Van Dyke, attore, comico e showman statunitense
- 13 dicembre - Cesare Vivaldi, poeta, critico d'arte e traduttore italiano († 1999)
- 14 dicembre - Renato Bertocchi, calciatore italiano († 1986)
- 14 dicembre - Emilio Garroni, filosofo e scrittore italiano († 2005)
- 14 dicembre - Pedro Peña, attore spagnolo († 2014)
- 14 dicembre - Ron Stitfall, calciatore gallese († 2008)
- 15 dicembre - Jacques Marinelli, ciclista su strada francese († 2025)
- 15 dicembre - Carlo Mazzantini, scrittore italiano († 2006)
- 15 dicembre - David Miller, hockeista su ghiaccio canadese († 1996)
- 15 dicembre - Francesco Savio, critico cinematografico, regista e sceneggiatore italiano († 1976)
- 15 dicembre - Trần Thiện Khiêm, generale e politico vietnamita († 2021)
- 15 dicembre - Jean Tschabold, ginnasta svizzero († 2012)
- 15 dicembre - Günther Ungeheuer, attore e doppiatore tedesco († 1989)
- 16 dicembre - Geir Hallgrímsson, politico islandese († 1990)
- 16 dicembre - Bert Hellinger, psicologo e scrittore tedesco († 2019)
- 16 dicembre - Édouard Kargu, calciatore francese († 2010)
- 16 dicembre - Mac Otten, cestista statunitense († 2015)
- 16 dicembre - Giuliana Saladino, giornalista e politica italiana († 1999)
- 16 dicembre - Amelio Tagliaferri, economista, storico e archeologo italiano († 1994)
- 17 dicembre - Eduino Francini, partigiano italiano († 1944)
- 17 dicembre - Guglielmo Giovannini, allenatore di calcio e calciatore italiano († 1990)
- 17 dicembre - Nicolas Kettel, calciatore lussemburghese († 1960)
- 18 dicembre - Virgilio Carbonari, baritono e pittore italiano († 1988)
- 18 dicembre - René Chiappino, cestista svizzero
- 18 dicembre - Peggy Cummins, attrice irlandese († 2017)
- 19 dicembre - Rabah Bitat, politico algerino († 2000)
- 19 dicembre - Tankred Dorst, scrittore tedesco († 2017)
- 19 dicembre - Jacques Fatton, calciatore svizzero († 2011)
- 19 dicembre - Luigi Genovese, politico italiano († 2015)
- 19 dicembre - Peter Harris, calciatore inglese († 2003)
- 19 dicembre - Lepa Radić, partigiana e antifascista jugoslava († 1943)
- 19 dicembre - Robert B. Sherman, compositore e paroliere statunitense († 2012)
- 20 dicembre - Oriol Bohigas, architetto e urbanista spagnolo († 2021)
- 20 dicembre - Béla Goldoványi, velocista ungherese († 1972)
- 20 dicembre - Benito Lorenzi, calciatore e allenatore di calcio italiano († 2007)
- 20 dicembre - Bob de Moor, fumettista belga († 1992)
- 20 dicembre - Joseph Smith, bobbista statunitense († 1983)
- 20 dicembre - Jan Storms, ciclista su strada e dirigente sportivo belga († 2019)
- 21 dicembre - Roland Bartrop, attore inglese († 1969)
- 21 dicembre - Heinz Bigler, allenatore di calcio e calciatore svizzero († 2002)
- 21 dicembre - Willy Fleckhaus, designer tedesco († 1983)
- 21 dicembre - Dorothy Kamenshek, giocatrice di baseball statunitense († 2010)
- 21 dicembre - Paul Kurtz, filosofo statunitense († 2012)
- 21 dicembre - Phyllis Love, attrice statunitense († 2011)
- 21 dicembre - Lennart Olson, fotografo e regista svedese († 2010)
- 22 dicembre - Luciana Angiolillo, attrice italiana († 2014)
- 22 dicembre - Károly Makk, regista e sceneggiatore ungherese († 2017)
- 22 dicembre - Ekaterina Ilarionovna Michajlova-Dëmina, militare sovietica († 2019)
- 22 dicembre - Alberto Mieli, scrittore e superstite dell'Olocausto italiano († 2018)
- 22 dicembre - Walter Womacka, pittore tedesco († 2010)
- 23 dicembre - Pierre Bérégovoy, politico francese († 1993)
- 23 dicembre - Harry Guardino, attore statunitense († 1995)
- 23 dicembre - Surinder Kapoor, produttore cinematografico indiano († 2011)
- 23 dicembre - Mohamed Mzali, politico tunisino († 2010)
- 24 dicembre - Sauro Babini, partigiano e antifascista italiano († 1944)
- 24 dicembre - Giuseppe Farinella, mafioso italiano († 2017)
- 24 dicembre - Giorgio Ferrari, compositore italiano († 2010)
- 24 dicembre - Claude Frank, pianista tedesco († 2014)
- 24 dicembre - Prosper Grech, cardinale, arcivescovo cattolico e teologo maltese († 2019)
- 24 dicembre - Noel Kinsey, calciatore gallese († 2017)
- 24 dicembre - Maurizio Mattioli, editore italiano († 2020)
- 24 dicembre - Masaya Nakamura, imprenditore giapponese († 2017)
- 25 dicembre - Philip Bialowitz, scrittore e superstite dell'Olocausto polacco († 2016)
- 25 dicembre - Emo Bonifazi, politico e partigiano italiano († 2013)
- 25 dicembre - Carlos Castaneda, scrittore peruviano († 1998)
- 25 dicembre - Christian Lattier, scultore ivoriano († 1978)
- 25 dicembre - Neslişah Sultan, principessa ottomana († 2014)
- 26 dicembre - Georg Buschner, calciatore e allenatore di calcio tedesco orientale († 2007)
- 26 dicembre - Žarko Jovanović, musicista e compositore serbo († 1985)
- 26 dicembre - Claude Meillassoux, antropologo francese († 2005)
- 26 dicembre - Jimmy Roselli, cantante statunitense († 2011)
- 26 dicembre - Damir Alekseevič Vjatič-Berežnych, regista sovietico († 1993)
- 27 dicembre - Moshe Arens, ingegnere, diplomatico e politico israeliano († 2019)
- 27 dicembre - Martha Boto, pittrice argentina († 2004)
- 27 dicembre - Werner Johannowsky, archeologo italiano († 2010)
- 27 dicembre - Václav Machek, pistard cecoslovacco († 2017)
- 27 dicembre - Michel Piccoli, attore, regista e sceneggiatore francese († 2020)
- 27 dicembre - Crescenzio Rinaldini, vescovo cattolico italiano († 2011)
- 27 dicembre - Heinz Ulzheimer, mezzofondista e velocista tedesco († 2016)
- 28 dicembre - Nedo Del Bene, artista, pittore e illustratore italiano († 2018)
- 28 dicembre - Paolo Gobetti, partigiano, critico cinematografico e regista italiano († 1995)
- 28 dicembre - Hildegard Knef, attrice, cantante e scrittrice tedesca († 2002)
- 28 dicembre - Milton Obote, politico ugandese († 2005)
- 29 dicembre - Keshav Dutt, hockeista su prato indiano († 2021)
- 29 dicembre - Roman Gribbs, politico statunitense († 2016)
- 29 dicembre - Luis Alberto Monge Álvarez, politico costaricano († 2016)
- 29 dicembre - Sergio Nanotti, hockeista su pista e allenatore di hockey su pista italiano († 2001)
- 29 dicembre - Antonino Pietta, calciatore italiano
- 29 dicembre - István Szondy, pentatleta e cavaliere ungherese († 2017)
- 30 dicembre - Roger Boury, calciatore francese († 2010)
- 30 dicembre - Susanne Erichsen, modella e imprenditrice tedesca († 2002)
- 30 dicembre - Ian MacNaughton, produttore cinematografico, regista e attore inglese († 2002)
- 31 dicembre - T. Carmi, poeta, traduttore e scrittore israeliano († 1994)
- 31 dicembre - Richard Gordon, produttore cinematografico britannico († 2011)
- 31 dicembre - Candy Jones, scrittrice e modella statunitense († 1990)
- 31 dicembre - Jamie Mendoza-Nava, compositore e direttore d'orchestra boliviano († 2005)
- 31 dicembre - Daphne Oram, compositrice britannica († 2003)
- 31 dicembre - Jaap Schröder, violinista e musicologo olandese († 2020)